# KINGDOM (SPYAIRのアルバム)
『KINGDOM』（キングダム）は、SPYAIRの5枚目のオリジナル・アルバム。2017年10月11日にSony Music Associated Recordsからリリースされた。

## 概要
前作『4』から約1年11ヶ月ぶりのリリース。18thシングルから21stシングルまでのシングル表題曲を含む全12曲を収録。リリースは前作に引き続き、通常盤、初回生産限定盤A、初回生産限定盤Bの3形態で行われた。初回限定盤Aの付属DVDにはミュージックビデオ5曲やメイキング映像を収録。このうち「THE WORLD IS MINE」のMVは、今年7月に山梨・富士急ハイランドコニファーフォレストで行われた単独野外ライブ「JUST LIKE THIS 2017」のダイジェスト映像で構成されている。さらに昨年の「JUST LIKE THIS 2016」から「君がいた夏」、今年1月に行われたアリーナツアー「真冬の大サーカス」の東京・国立代々木競技場第一体育館公演から「Brand New Days」のライブ映像が収められている。初回限定盤Bはアコースティックセルフカバー音源5曲を収めたCD付き。

## 収録曲
特記が無い限り、全曲 作詞：MOMIKEN、作曲・編曲：UZ

### CD
通常盤、初回生産限定盤A、初回生産限定盤B共通
1. THE WORLD IS MINE [4:06]
  - 編曲：UZ、tasuku
  - 1st会場限定シングル表題曲[7]。
  - TBS系「CDTV」10月・11月オープニングテーマ
  - 単独野外ライブ「JUST LIKE THIS 2017」公式テーマソング[7]
2. RAGE OF DUST [3:22]
  - 編曲：UZ、Kohsuke Oshima
  - 19thシングル表題曲。
  - テレビアニメ『機動戦士ガンダム 鉄血のオルフェンズ』第2期OPテーマ[8]。
3. MIDNIGHT [3:56]
  - 21stシングル表題曲。今作のリードシングル[9]。
  - テレビドラマ「ウツボカズラの夢」主題歌[10]。
4. スクランブル [4:27]
  - PlayStation 4/PlayStation Vita用ゲームソフト「銀魂乱舞」テーマソング[11]
5. 君がいた夏 [5:00]
  - 編曲：UZ、tasuku（ストリングスアレンジ）
6. THIS IS HOW WE ROCK [3:56]
  - 18thシングル表題曲。
  - 単独野外ライブ「JUST LIKE THIS  2016」公式テーマソング[12]
7. BRING IT ON ~Battle of Rap~ [3:15]
  - 作詞：MOMIKEN・UZ
  - 20thシングルc/w曲
8. Don’t Look Back [3:25]
9. Brand New Days [4:24]
  - 編曲：UZ、Kohsuke Oshima
10. C!RCUS [3:47]
  - 作詞：MOMIKEN（ラップ詞）、IKE、UZ、編曲：UZ、tasuku
  - 19thシングルc/w曲
  - 『SPYAIR ARENA TOUR 2016-2017「真冬の大サーカス」』テーマソング
11. Goldship [3:06]
  - 編曲：UZ、tasuku（ブラスアレンジ）
12. Be with [5:33]
  - 編曲：UZ、Daisuke Kawaguchi
  - 20thシングル表題曲。

### DVD
初回生産限定盤Aのみ。
1. THIS IS HOW WE ROCK (Music Video)
2. RAGE OF DUST (Music Video)
3. Be with (Music Video)
4. MIDNIGHT (Music Video)
5. THE WORLD IS MINE (Music Video)
6. THIS IS HOW WE ROCK (Making of Music Video)
7. RAGE OF DUST (Making of Music Video)
8. MIDNIGHT (Making of Music Video)
9. 君がいた夏 (Live at Fuji-Q Highland Conifer Forest 2016.7.30)
10. Brand New Days (Live at Yoyogi National Stadium First Gymnasium 2017.1.21)

### BONUS DISC
初回生産限定盤Bのみ。
1. サムライハート (Some Like It Hot!!)【Acoustic Sessions】
2. RAGE OF DUST【Acoustic Sessions】
3. Be with【Acoustic Sessions】
4. Supersonic【Acoustic Sessions】
5. Stand by me【Acoustic Sessions】

## 演奏
- 門脇大輔、高橋和葉：All Strings (#1)
- 門脇大輔ストリングス：Strings (#5)
- 鈴木正則：Trumpet (#10)
- 竹上良成：Tenor Saxophone (#10)
- 鹿討奏：Trombone (#10)
- Luis Valle, 竹内悠馬：Trumpet (#11)
- 榎本裕介：Trombone (#11)
- 藤堂昌彦ストリングス：Strings (#12)
- 川口大輔：Piano & Additional Instruments (#12)